# Danielle Harbin
Danielle Lexus Harbin (* 2. September 1995 in Mobile, Alabama) ist eine US-amerikanische Volleyballspielerin.

## Karriere
Harbin begann im Alter von fünf Jahren mit Basketball. An der McGill-Toolen Catholic High School kamen Leichtathletik und Volleyball hinzu und Harbin gehörte in allen drei Sportarten zu den besten Athleten ihrer Schule. Von 2013 bis 2016 studierte sie dann mit einem Stipendium an der University of Arkansas und spielte in der Universitätsmannschaft Razorbacks. Sie nahm mit dem US-Team an der Sommer-Universiade 2017 in Taipeh teil. Nach ihrem Studium ging die Diagonalangreiferin 2017 zum Schweizer Erstligisten TS Volley Düdingen. Dort wurde sie zur Topskorerin der Liga. Die Saison 2018/19 endete für sie vorzeitig Mitte März, weil sie sich einen doppelten Bänderriss im Sprunggelenk zuzog. Anschließend wechselte die Amerikanerin zum italienischen Zweitligisten P2P Baronissi. 2020 wurde sie vom deutschen Bundesligisten VfB Suhl Lotto Thüringen verpflichtet.